# Округ Нодавеј (Мисури)
Нодавеј (енгл. Nodaway County) је округ у америчкој савезној држави Мисури.

## Демографија
По попису из 2010. године број становника је 23.370, што је 1.458 (6,7%) становника више него 2000. године.
| Група             | 2000.          | 2010.          |
| Белци             | 21.067 (96,1%) | 21.881 (93,6%) |
| Афроамериканци    | 295 (1,3%)     | 566 (2,4%)     |
| Азијати           | 190 (0,9%)     | 378 (1,6%)     |
| Хиспаноамериканци | 155 (0,7%)     | 302 (1,3%)     |
| Укупно            | 21.912         | 23.370         |